# Kismaros
Kismaros (németül: Kleinmarosch, szlovákul: Malá Maruša) község Pest vármegyében, a Szobi járásban.

## Földrajz
A Dunakanyarban a Duna bal partján, Verőce és Nagymaros közt fekvő település.
Itt egyesül az északról (Szokolya felől) érkező Török-patak (más néven Morgó-patak) a keletről (Verőce felől) érkező Morgó-patakkal (más néven Les-völgyi-patak vagy Gimpli-patak). A Dunába torkollik annak 1689-1690-es folyamkilométerénél. A torkolat előtti néhány száz méteres szakasz Verőcéhez tartozik.
Egyéb belterületei:
- Börzsönyliget

Külterületi településrészei:
- Szuttaidűlő[6]

### Megközelítése
A települést érinti a MÁV 70-es számú Budapest–Szob-vasútvonala, melynek egy megállási pontja van itt, Kismaros megállóhely, a központ közelében.
Központján a 12-es főút halad keresztül, Szokolyával a 12 103-as út köti össze. Külterületeit nyugaton érinti még a Nagymaros–Kóspallag–Kisinóc közti 12 106-os út is.

## Története

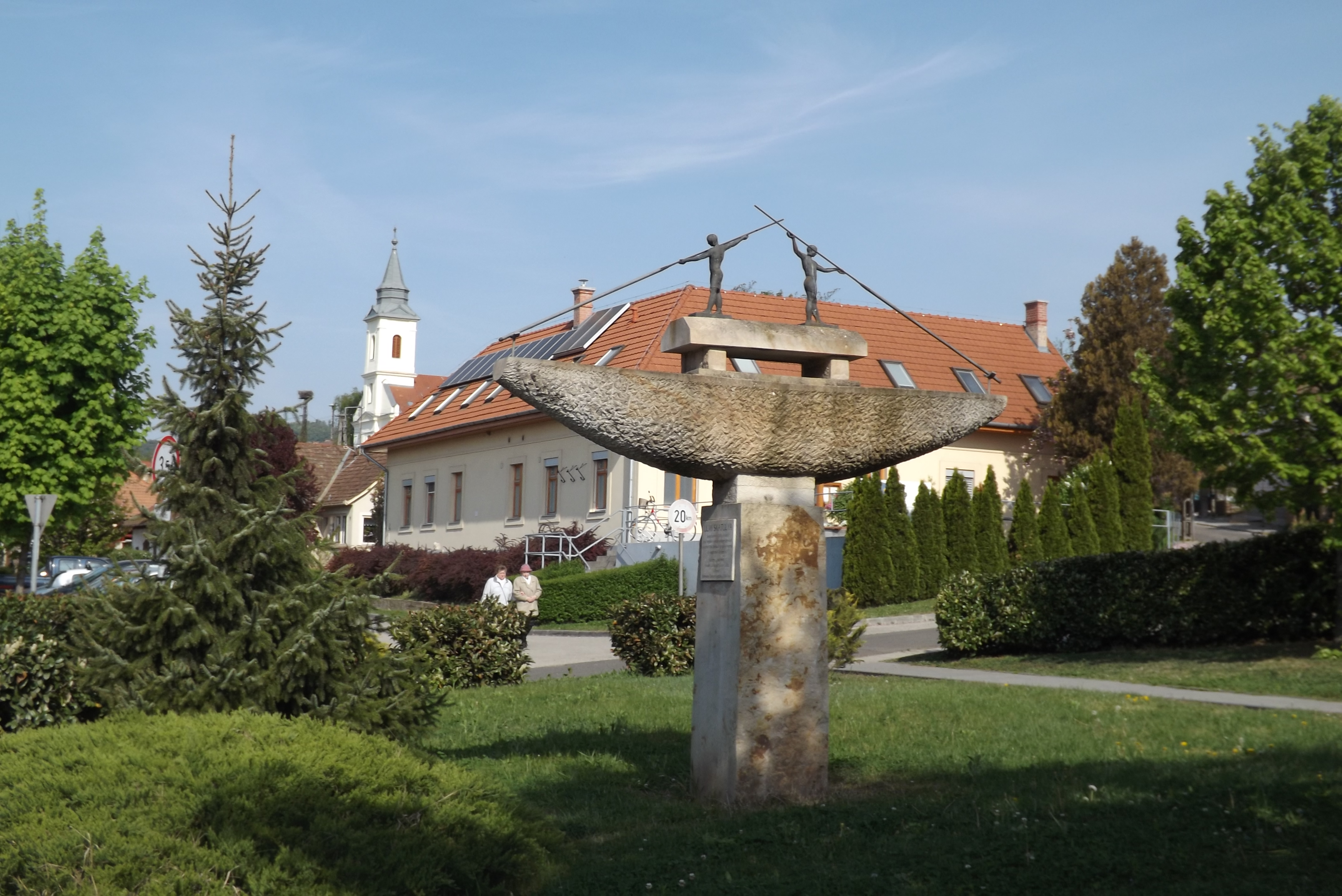
Kismaros főtere az ULMI SKATULYA emlékművel

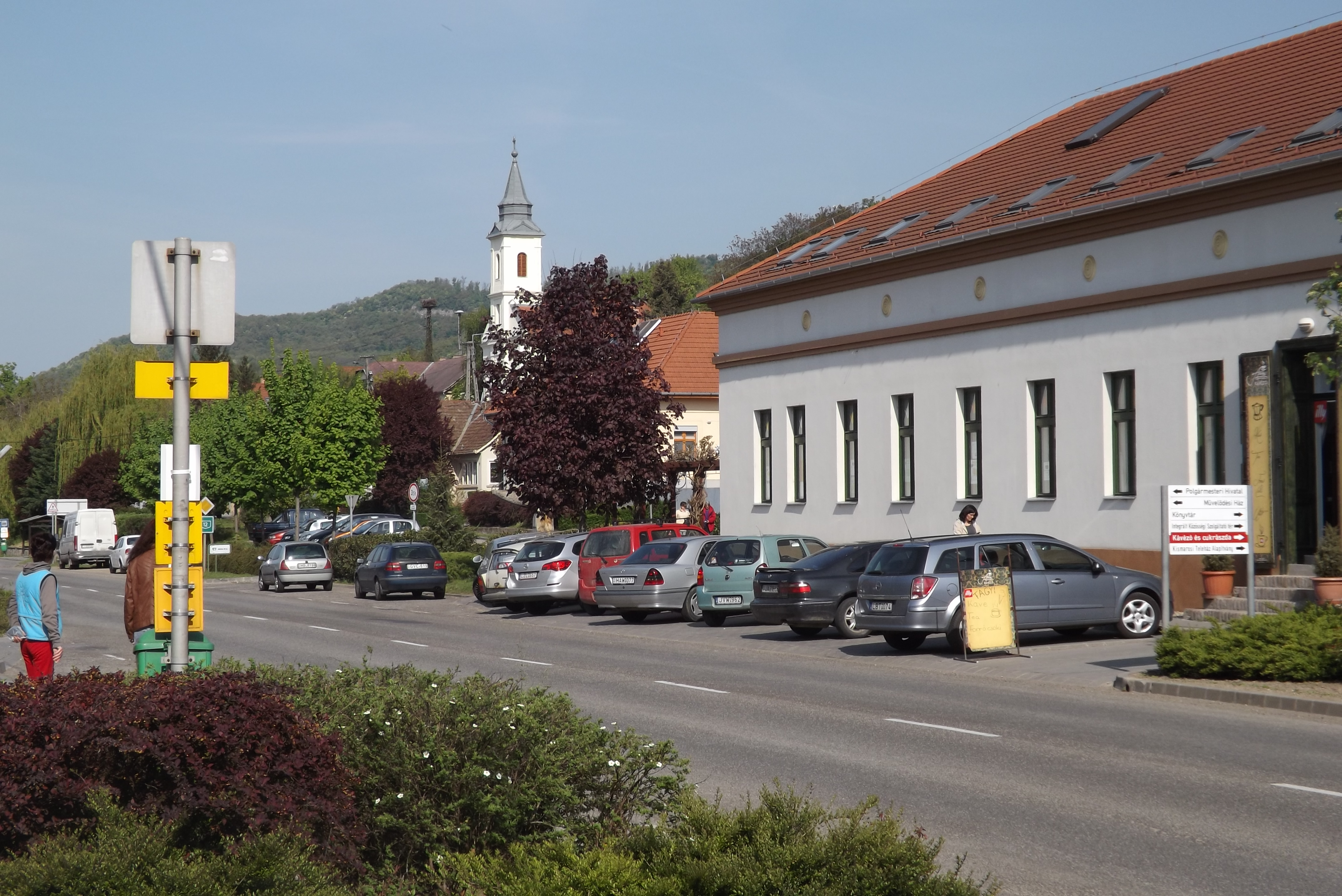
Kismaros, utcarészlet

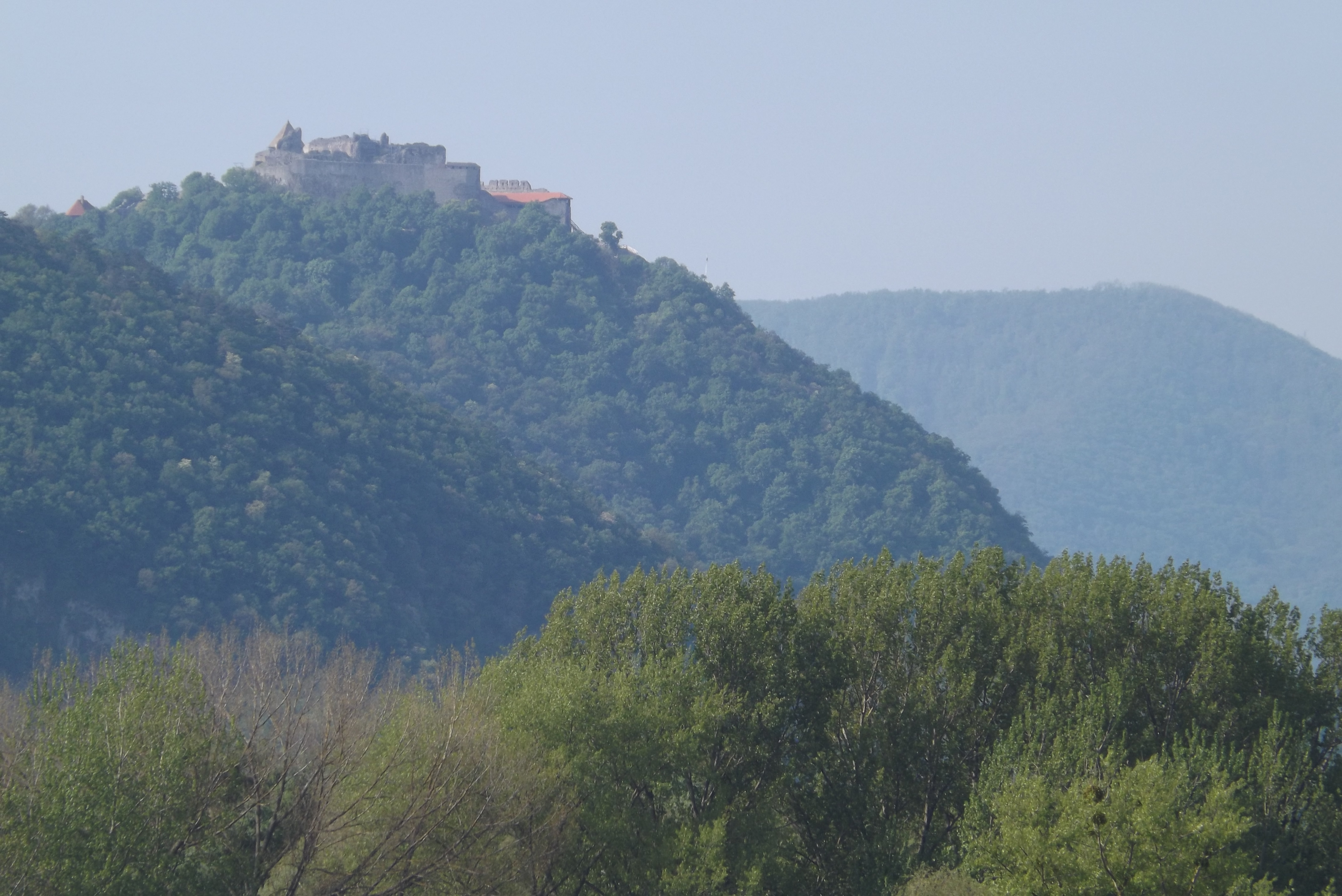
A Visegrádi vár látképe Kismarosról

A település határban a kuruc korban több kisebb ütközet is volt és a falu keleti végén még a 20. század elején is gyakran kerültek elő egykorú pénzek.
Kismaros 1697–1705 között települt be a Fekete-erdőből, Württembergből származó németekkel és 1776. szeptember 16-án nyert szabadalomlevelet Mária Terézia királynőtől.
1770-ben már a visegrádi koronauradalomhoz tartozott és annak része volt még 20. század elején is.
1849 július 15-én, amikor Görgei Artúr hada Vác felé vonult, itt kötötték be Walcz Mihályné nevű parasztasszony fejkendőjével a hadvezér fejsebét. 1859-ben nagy tűzvész pusztított itt, amelyben az egész helység leégett, 1875-ben pedig a Duna áradása okozott sok kárt.
Az 1900-as évek elején gróf Sierstorpffnak gőzfavágója, fahéjvágója, iparvasútja és fatelepe is volt itt. A 20. század elején Nógrád vármegye Nógrádi járásához tartozott. 1892-ben 447 lakosa volt (82 ház), ebből 373 német, 72 magyar, 2 szlovák. 1910-ben 615 lakosából 569 magyar, 145 német volt[forrás?]. Ebből 604 római katolikus volt.
1974. december 31-én Verőcemaros néven egyesítették Verőcével. 1990. január 1-jén alakult újra önálló községgé.

## Közélete

### Polgármesterei
- 1990–1994: Orosz János (független)[10]
- 1994–1998: Orosz János (független)[11]
- 1998–1999: Orosz János (független)[12]
- 2000–2001: Moór Róbert (független)[13][14]
- 2001–2002: Orosz János (független)[14][15]
- 2002–2006: Poldauf Gábor (független)[16]
- 2006–2010: Poldauf Gábor (független)[17]
- 2010–2014: Poldauf Gábor (független)[18]
- 2014–2019: Neubauer Rudolf (független)[19]
- 2019–2024: Neubauer Rudolf (független)[20]
- 2024– : Neubauer Rudolf (független)[1]

A településen 2000. január 16-án időközi polgármester-választást tartottak, az előző polgármester lemondása miatt. Az 1998–2002-es ciklust mégis az eredetileg megválasztott polgármester fejezte be, mivel 2001 őszén az utóda is lemondott, és a négy éves időszak második időközi választásán újra Orosz Jánost választották a lakosok.

## Népesség
A település népességének változása:
| Lakosok száma | 2093 | 2118 | 2294 | 2519 | 2595 | 2626 | 2619 |
|               | 2013 | 2014 | 2018 | 2021 | 2022 | 2023 | 2024 |

A 2011-es népszámlálás során a lakosok 86%-a magyarnak, 9,5% németnek, 0,3% szlováknak, 0,2% cigánynak mondta magát (13,8% nem nyilatkozott; a kettős identitások miatt a végösszeg nagyobb lehet 100%-nál). A vallási megoszlás a következő volt: római katolikus 50,3%, református 4,7%, evangélikus 0,7%, görögkatolikus 0,7%, felekezeten kívüli 13,2% (28,5% nem nyilatkozott).
2022-ben a lakosság 90,1%-a vallotta magát magyarnak, 6,2% németnek, 0,4% cigánynak, 0,2% szlováknak, 0,2% ruszinnak, 0,1-0,1% horvátnak, görögnek, bolgárnak, ukránnak és szerbnek, 5,2% egyéb, nem hazai nemzetiségűnek (9,2% nem nyilatkozott; a kettős identitások miatt a végösszeg nagyobb lehet 100%-nál). Vallásuk szerint 39,2% volt római katolikus, 5,5% református, 1,3% görög katolikus, 1% evangélikus, 0,7% egyéb keresztény, 0,8% egyéb katolikus, 13,2% felekezeten kívüli (37,9% nem válaszolt).

## Nevezetességek
- Rádiómúzeum
- Római katolikus temploma – 1827-ben épült
- Falumúzeum
- Királyréti Erdei Vasút

## Híres emberek
A községgel kapcsolatos néhány nevezetes személy neve, akik itt születtek, éltek, tanultak, dolgoztak vagy elhunytak:
- Pézsa Tibor, olimpiai és világbajnok vívó, edző, a község díszpolgára
- Dr. Embey-Isztin Dezső, az Országos Onkológiai Intézet Fájdalom Ambulanciájának osztályvezető főorvosa, a Pécsi Tudományegyetem címzetes egyetemi docense
- Viski Erzsébet olimpiai ezüstérmes kajakozó

## Galéria

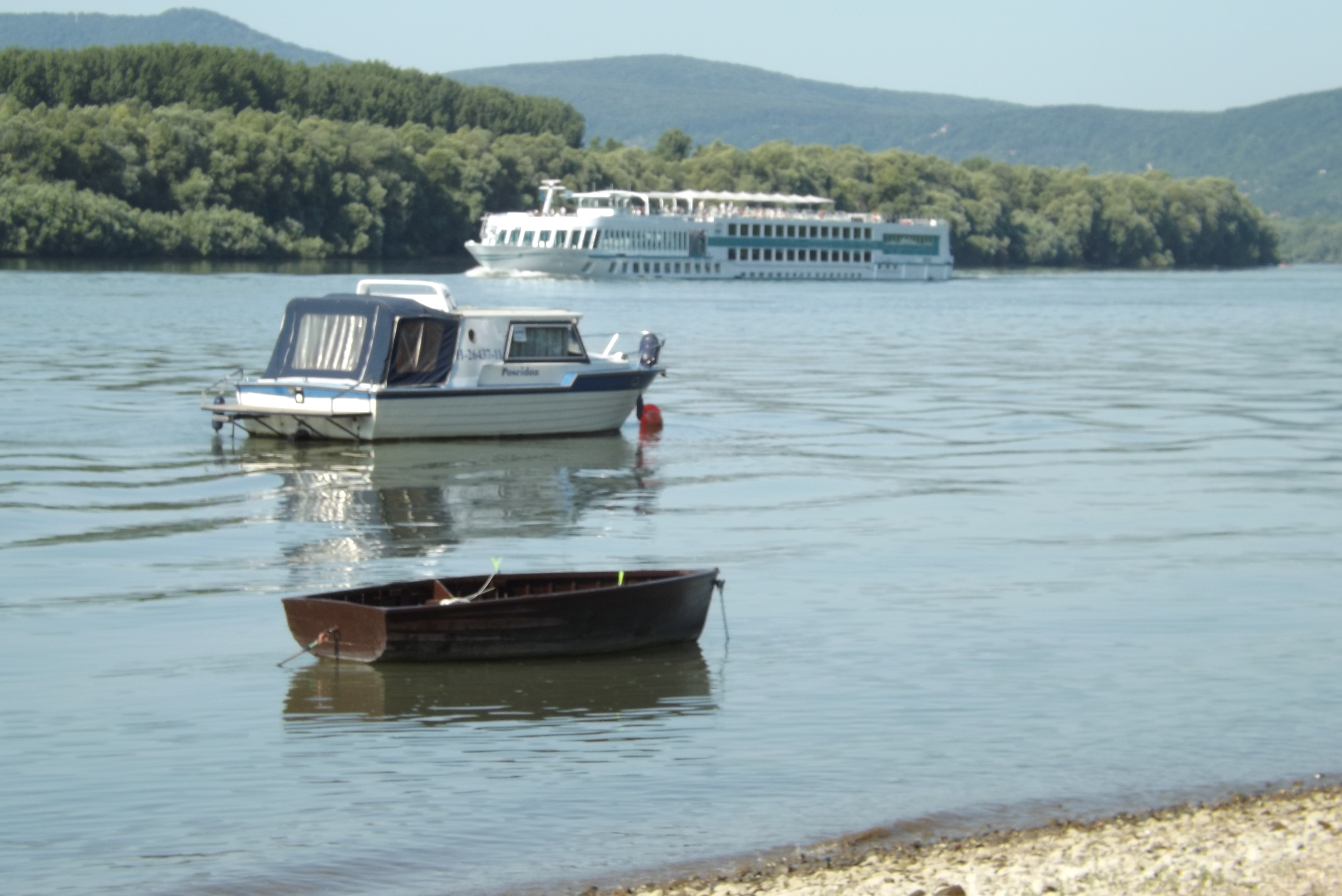
Verőce, Duna-part
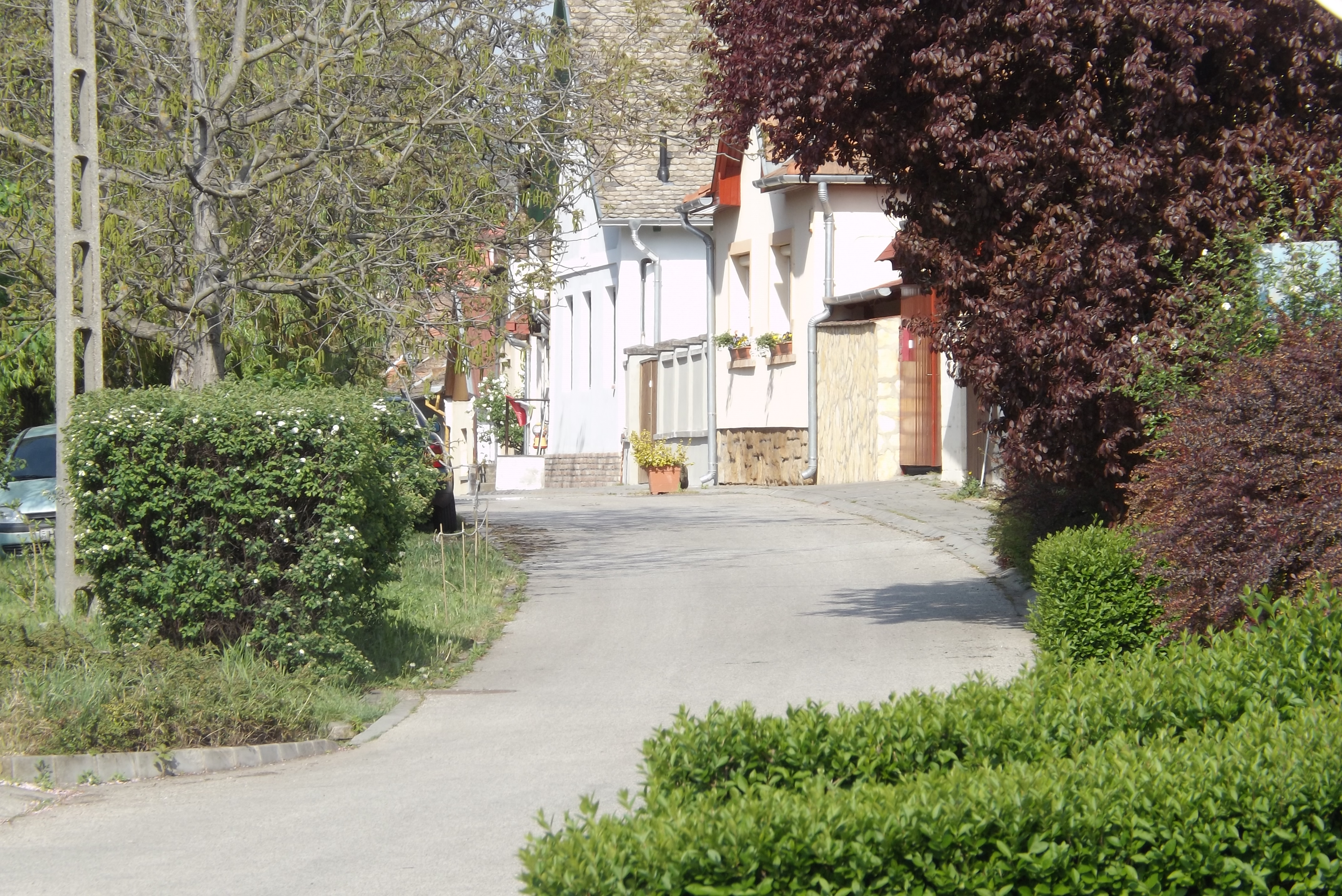
Utcarészlet
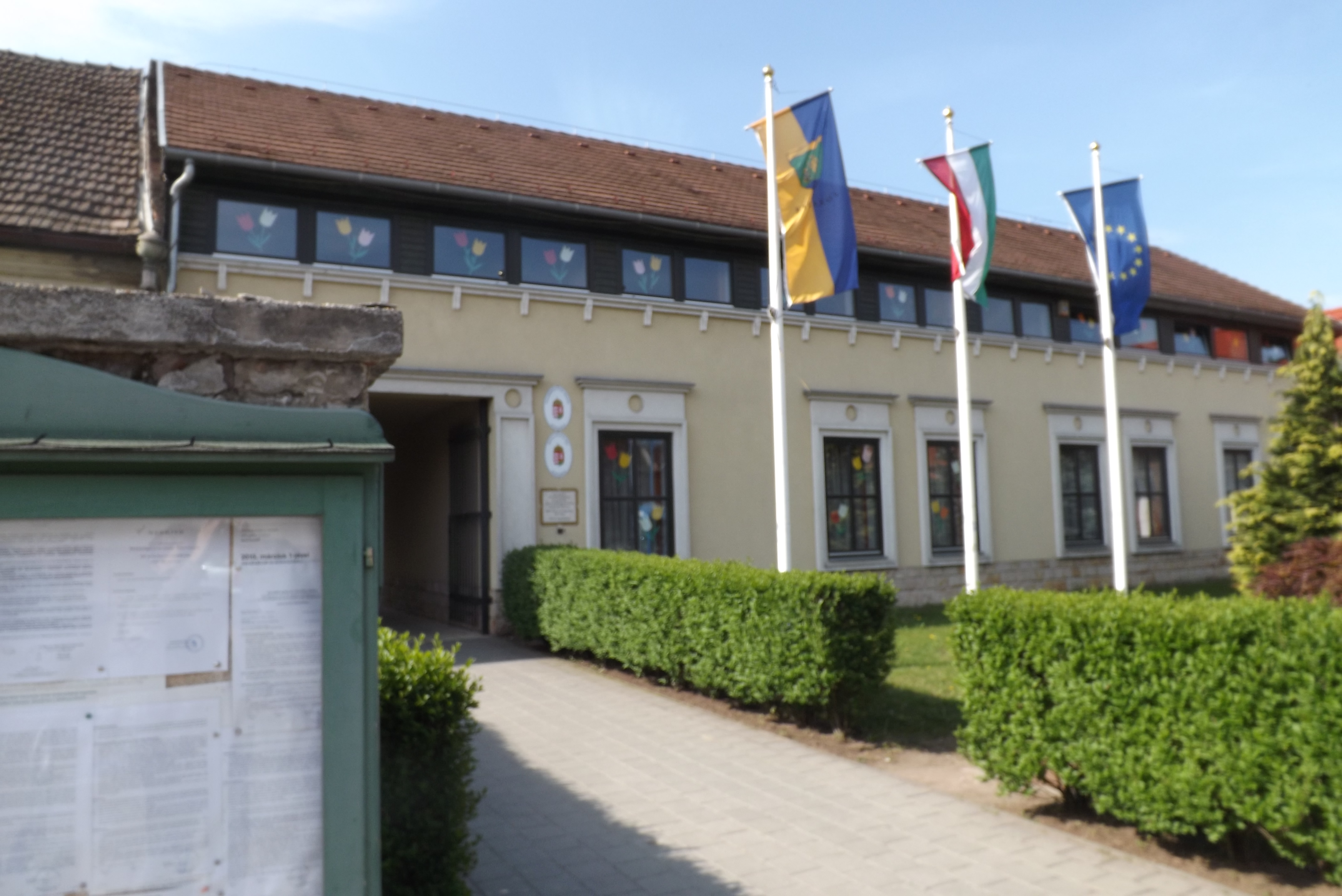
Az önkormányzat épülete
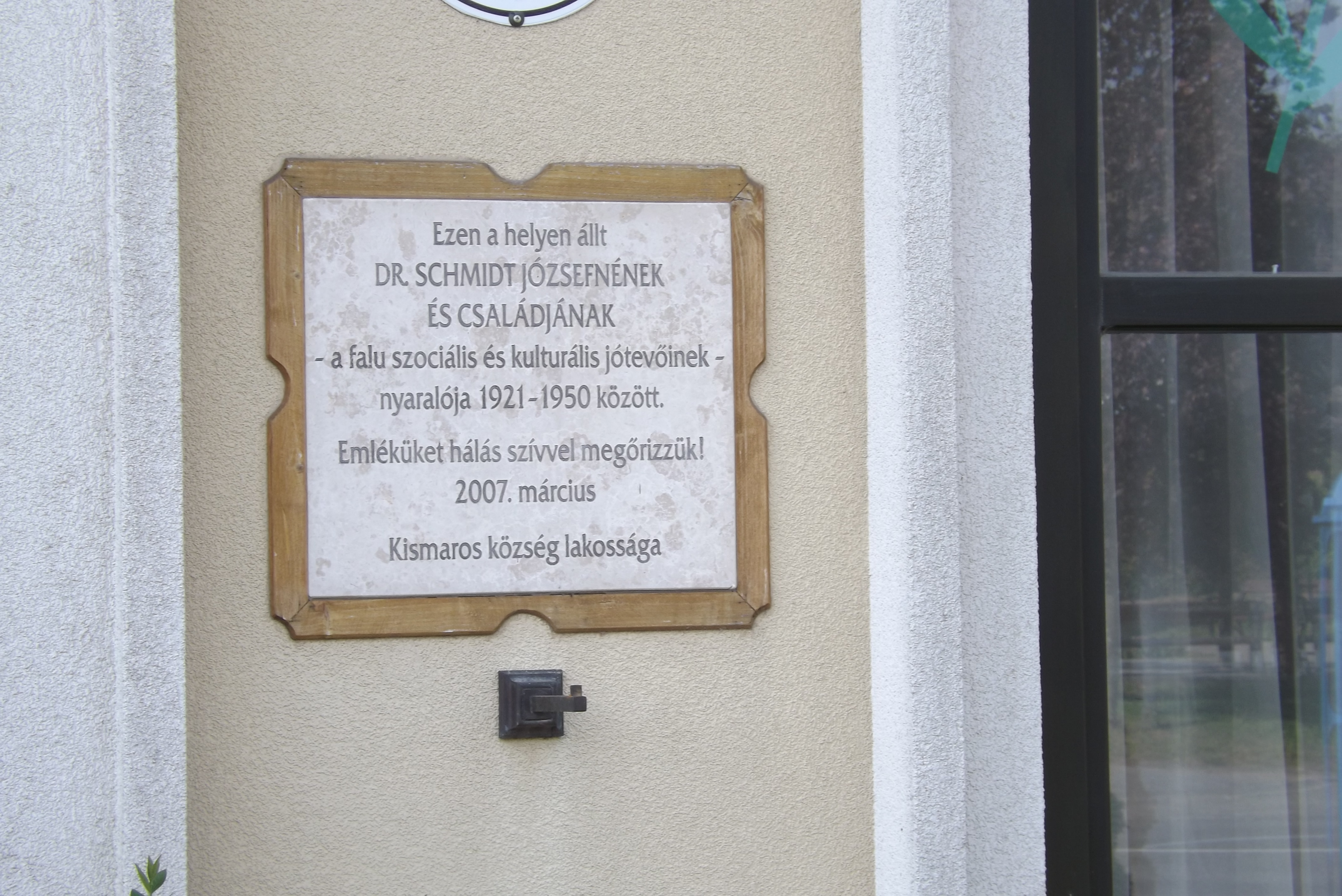
Emléktábla az önkormányzat épületén
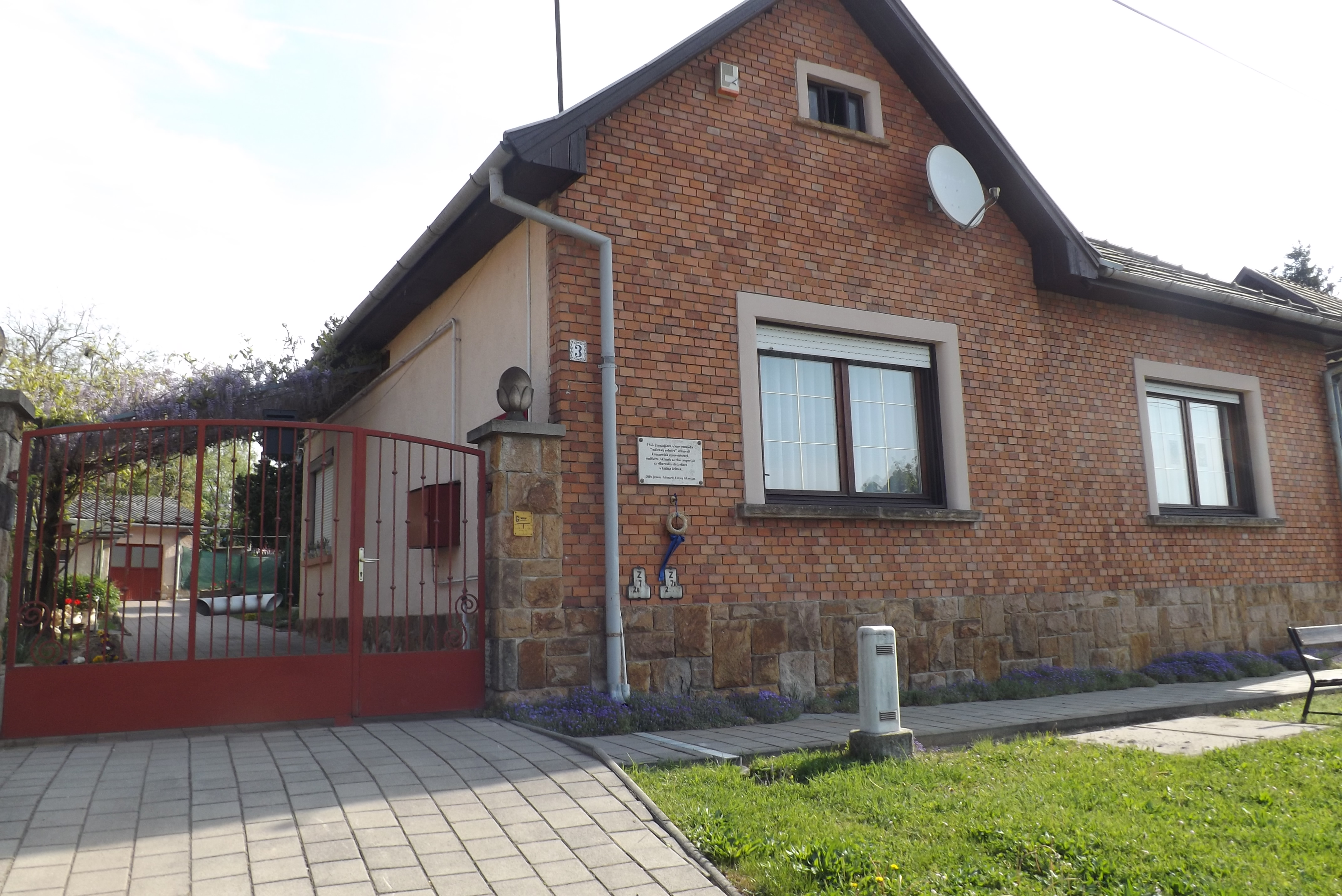
A málenkij robotra elhurcoltak emléktáblája egy főtéri ház falán
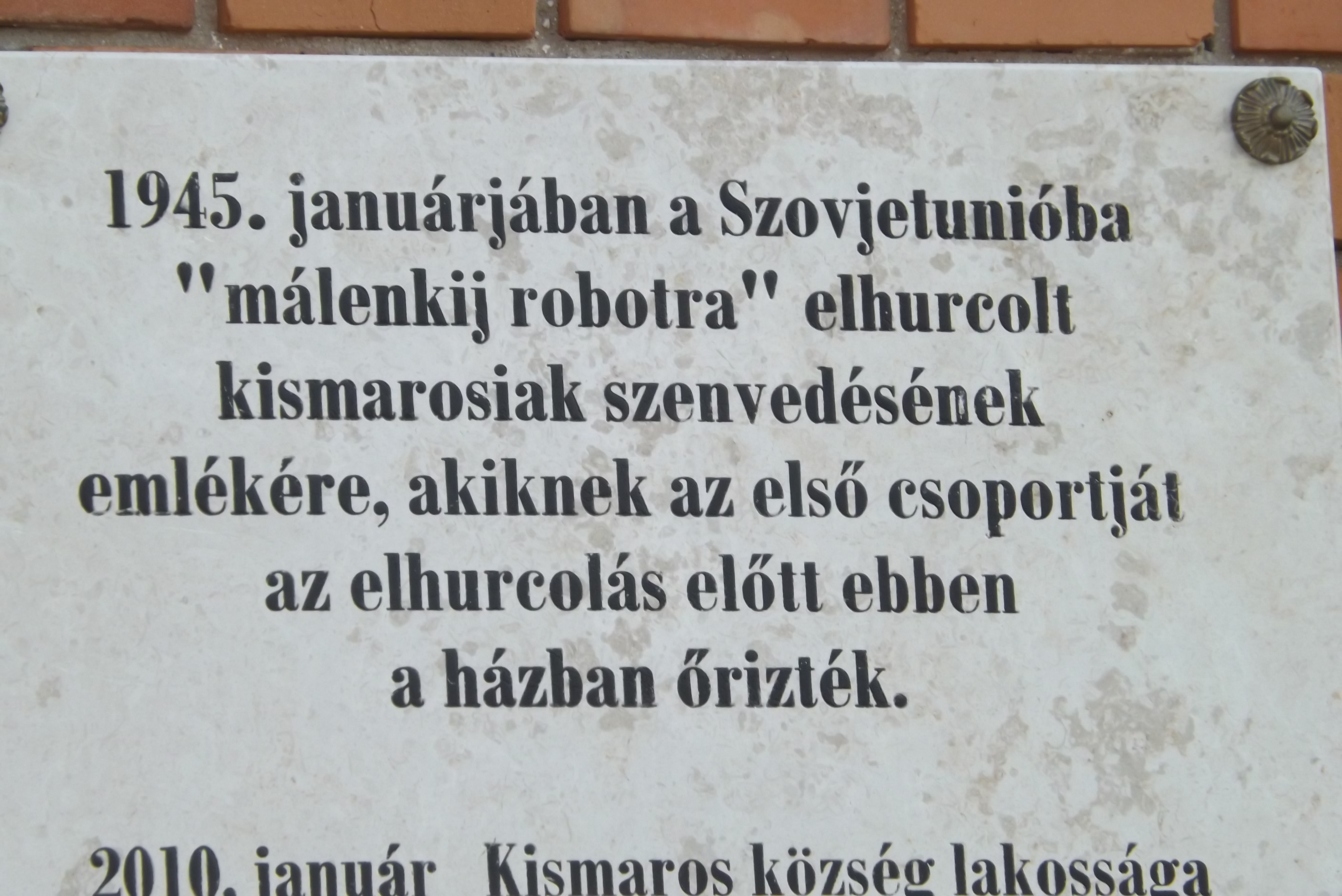
A málenkij robot-emléktábla
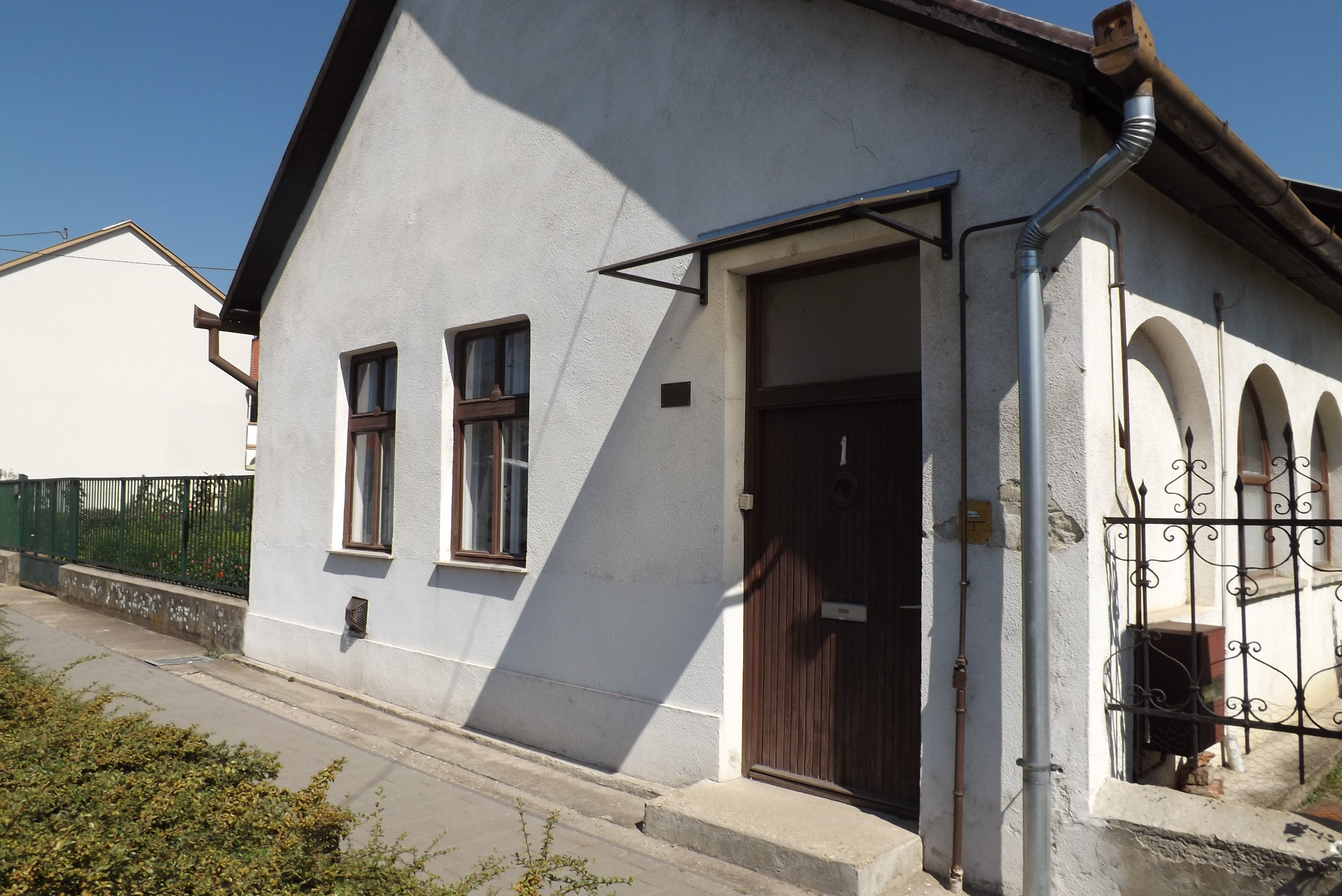
Mindszenty József bíboros emléktáblája egy Fő utcai ház falán
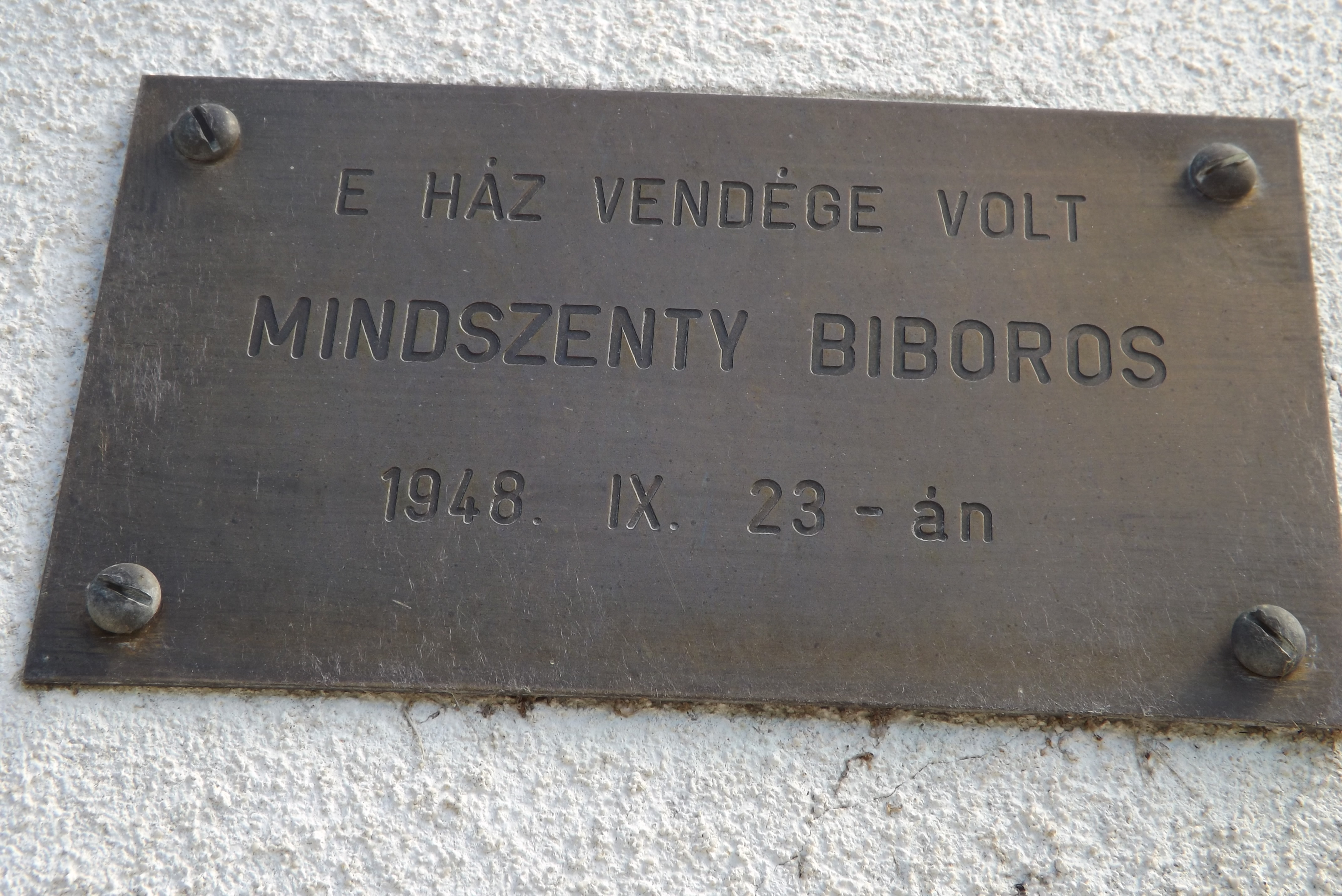
A Mindszenty-emléktábla
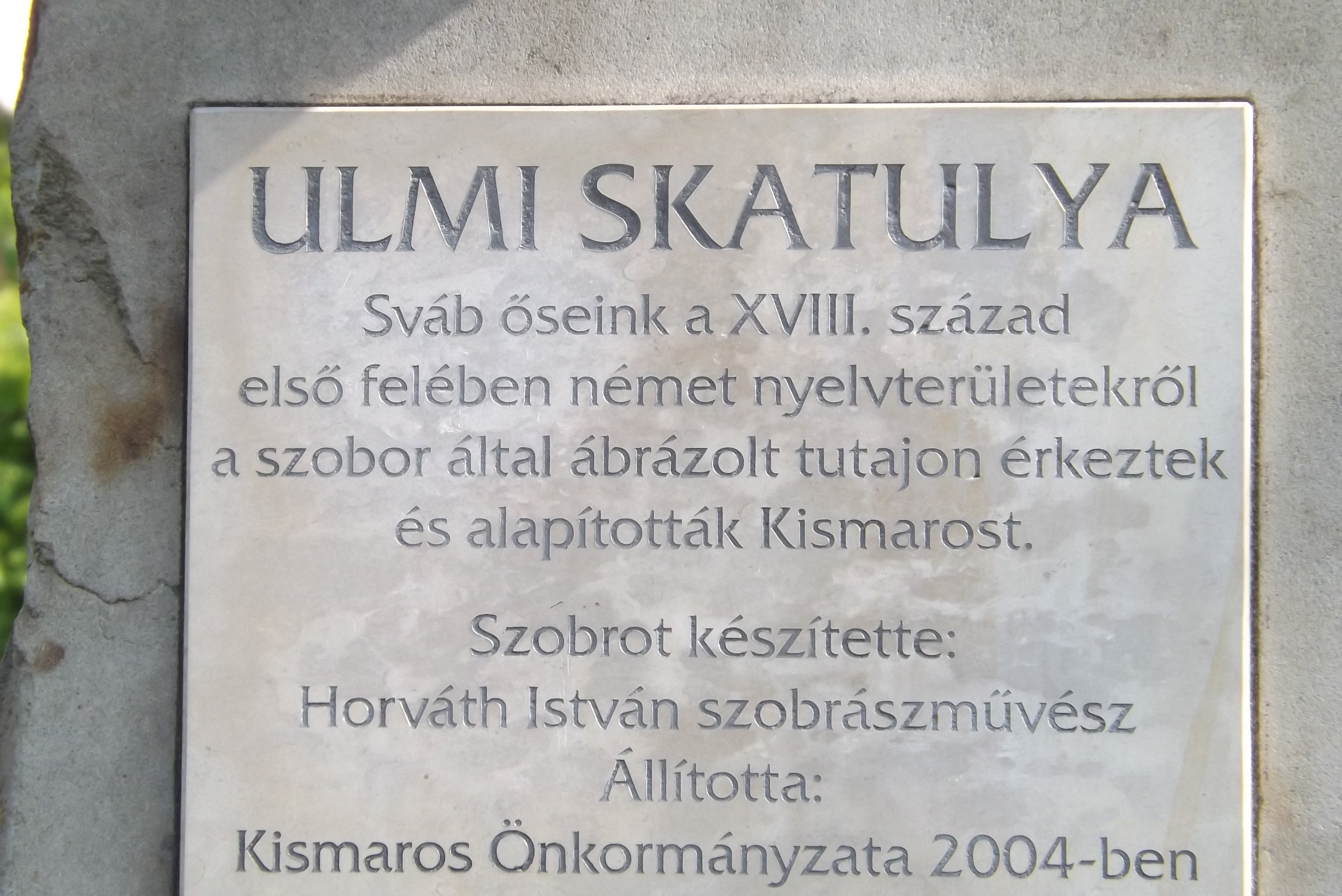
A falu betelepítése emlékére állított emlékmű felirata a főtérről
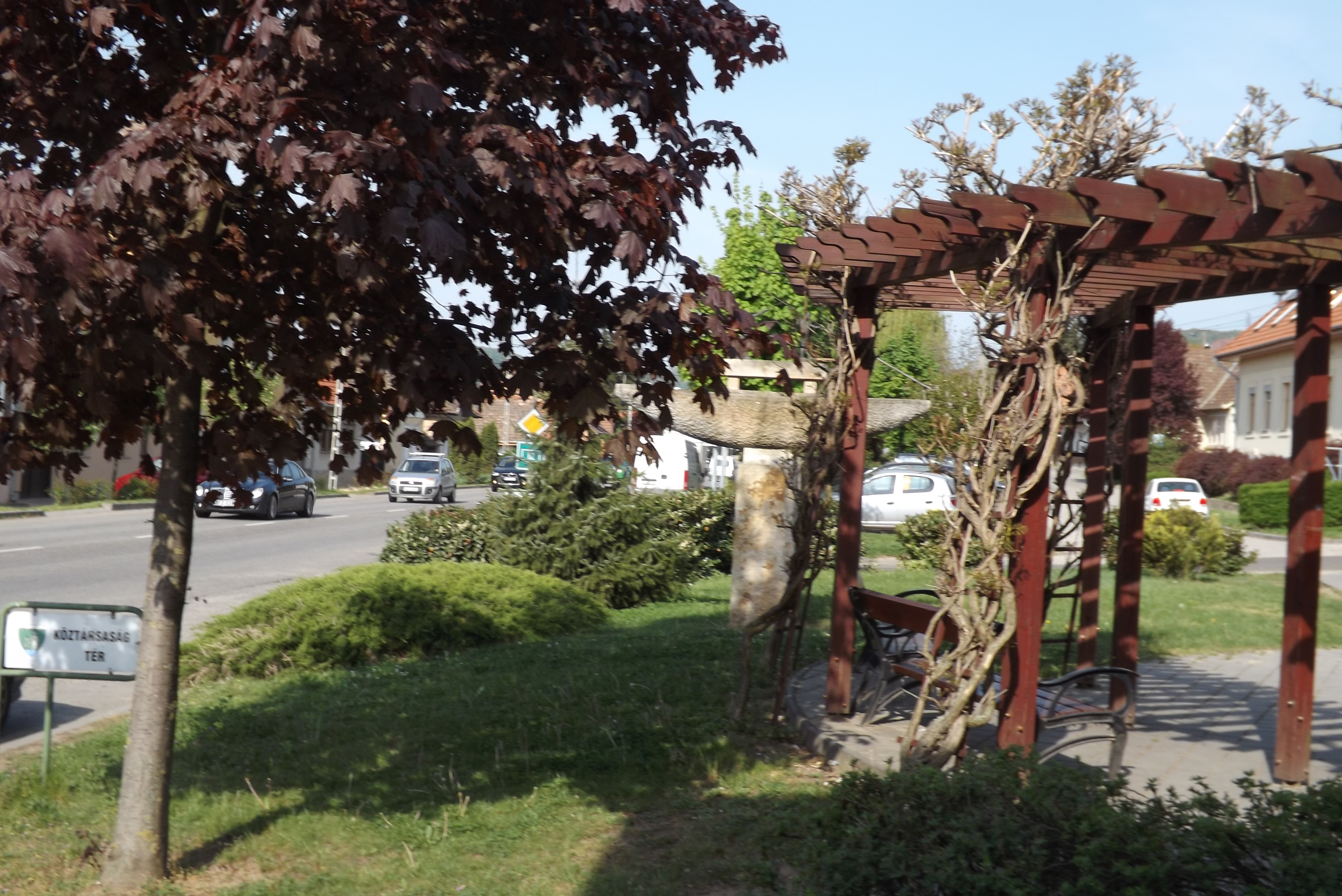
A falu főtere (Köztársaság tér)
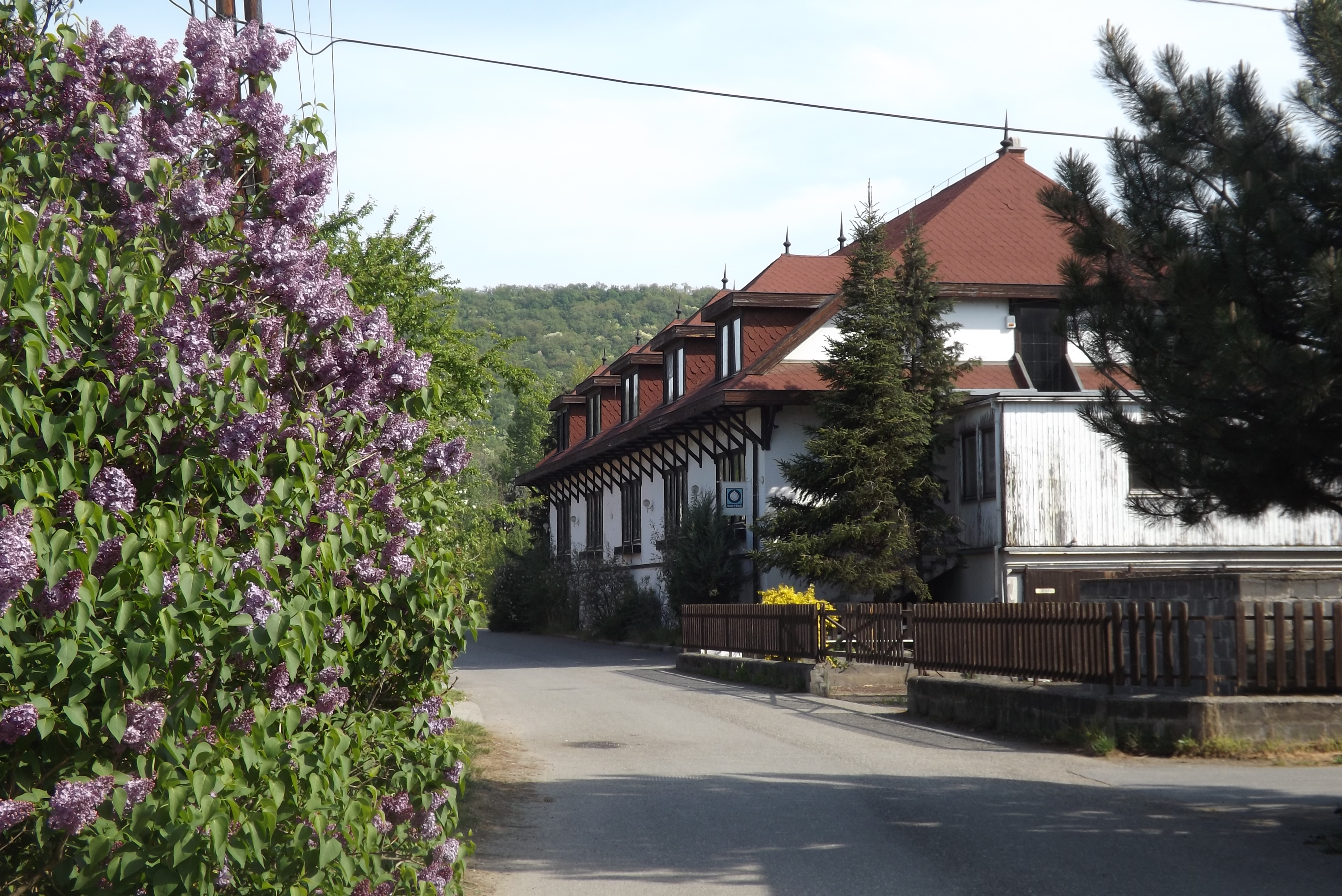
Kismarosi utcarészlet
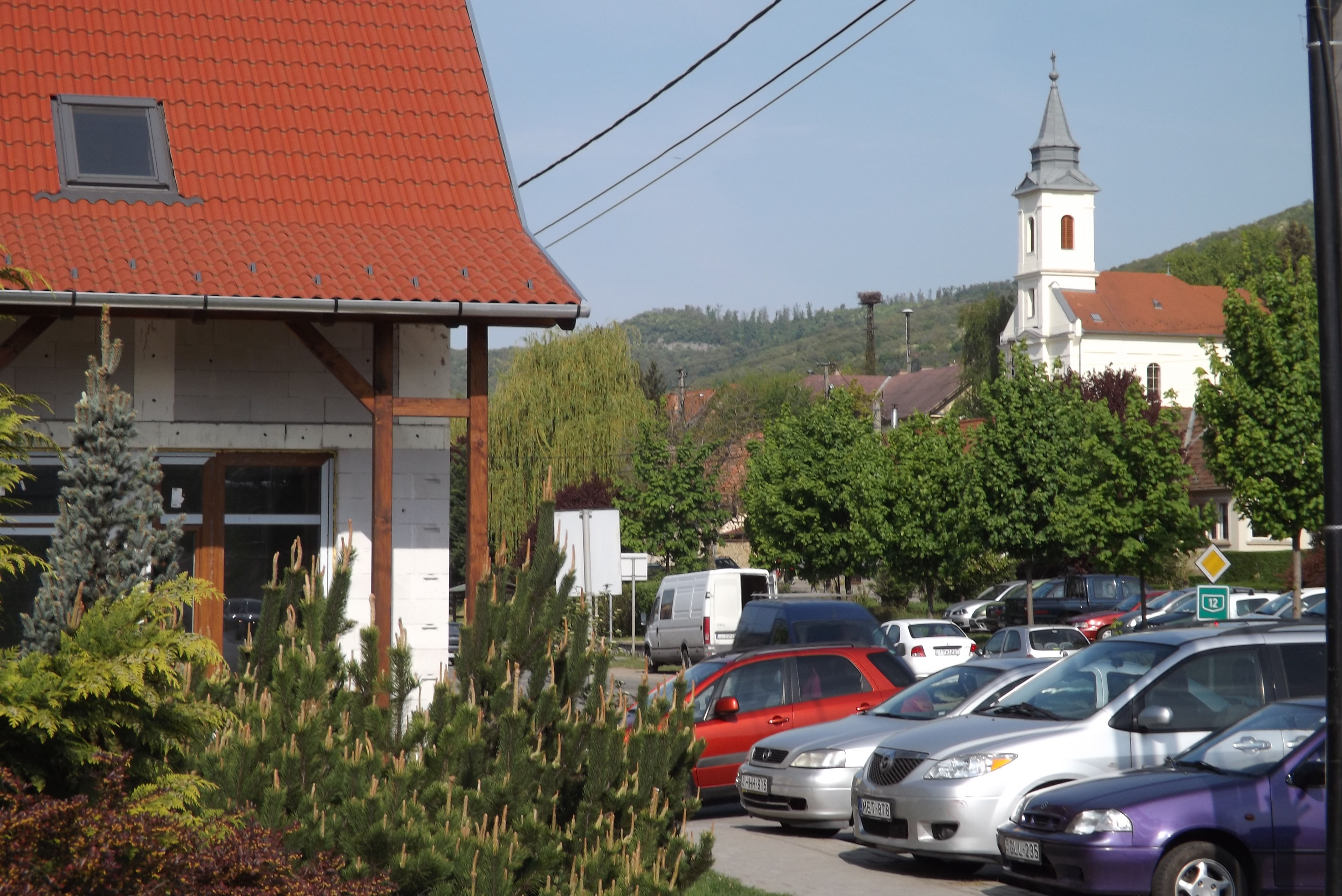
Köztársaság tér, részlet
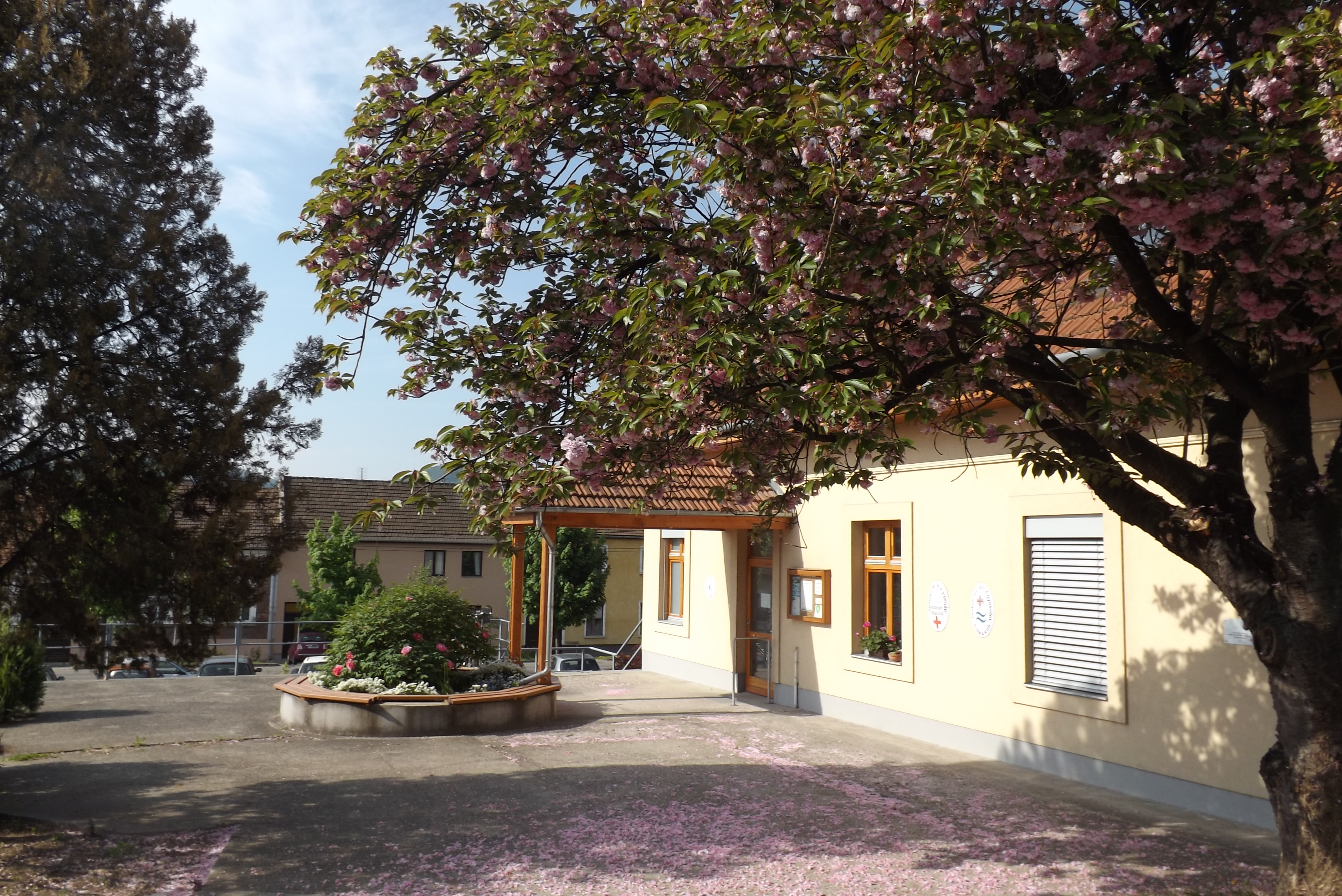
A főtér részlete
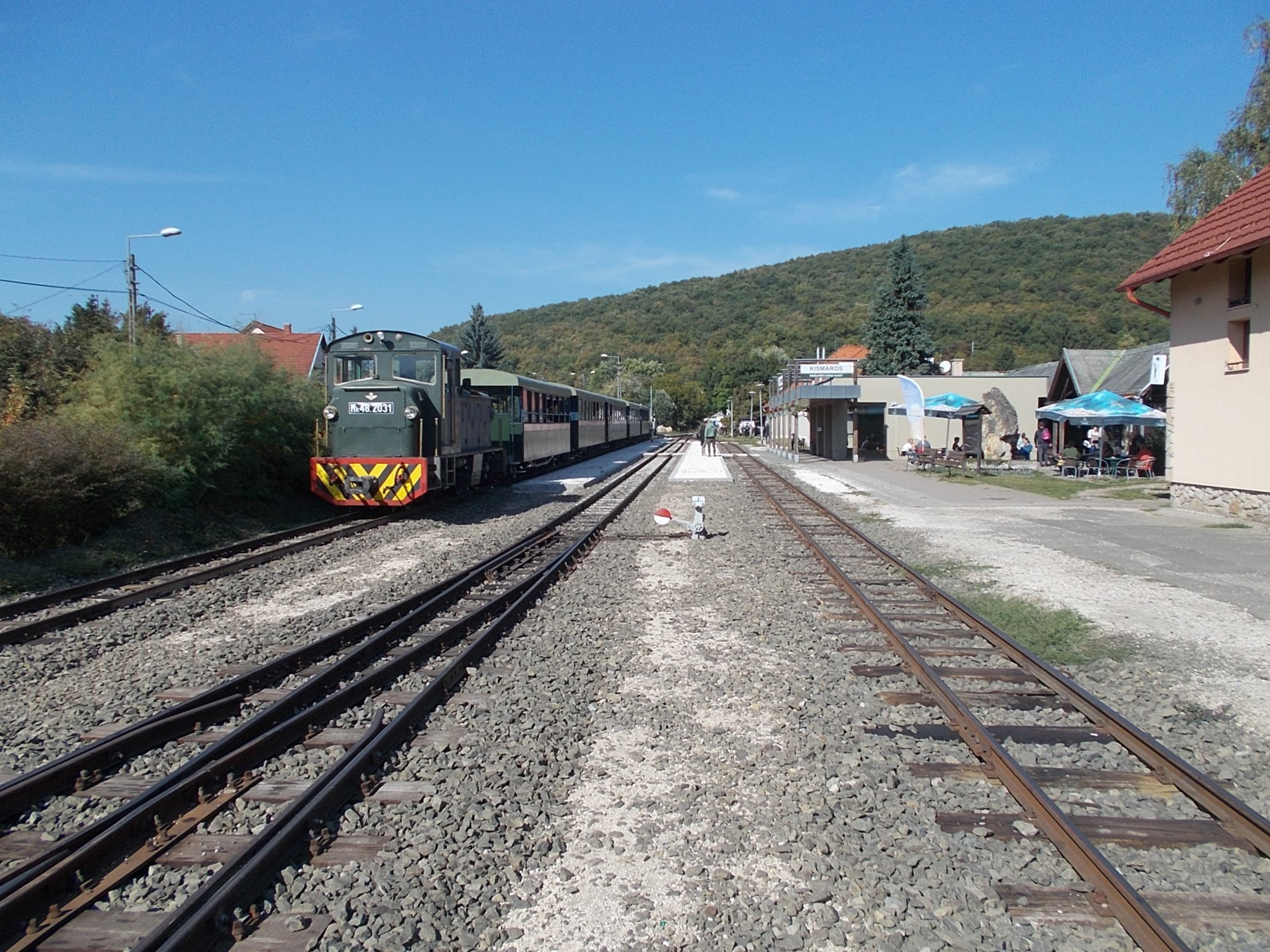
A Királyréti Erdei Vasút állomása
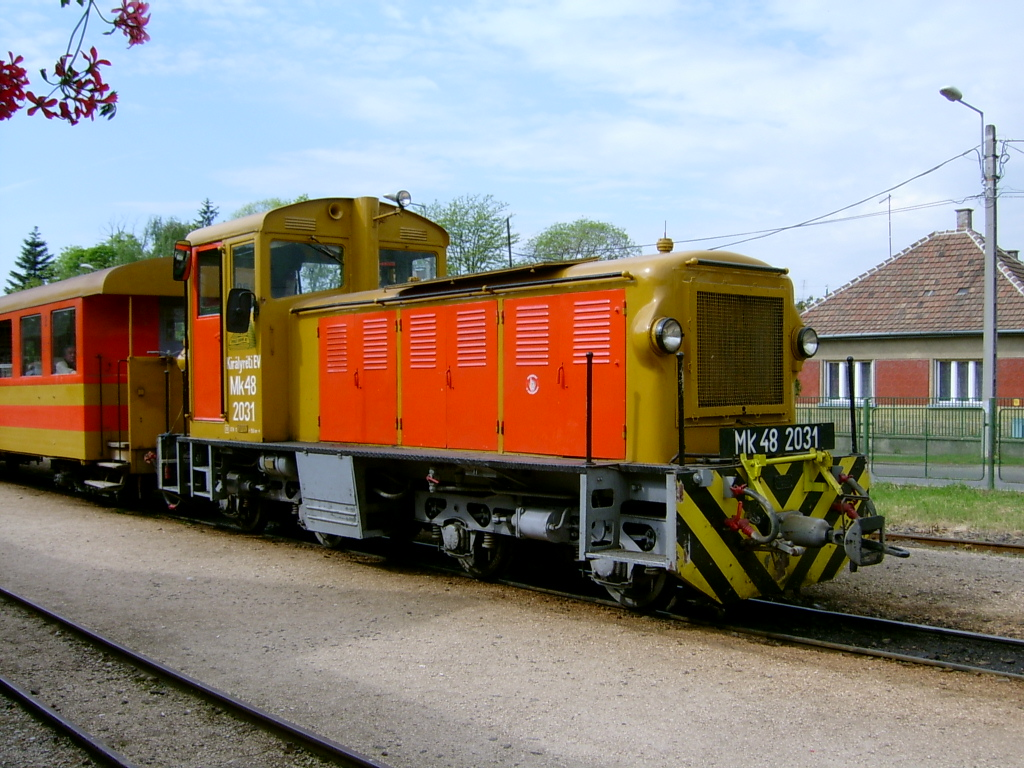
Régi festésű Mk48-as dízelmozdony
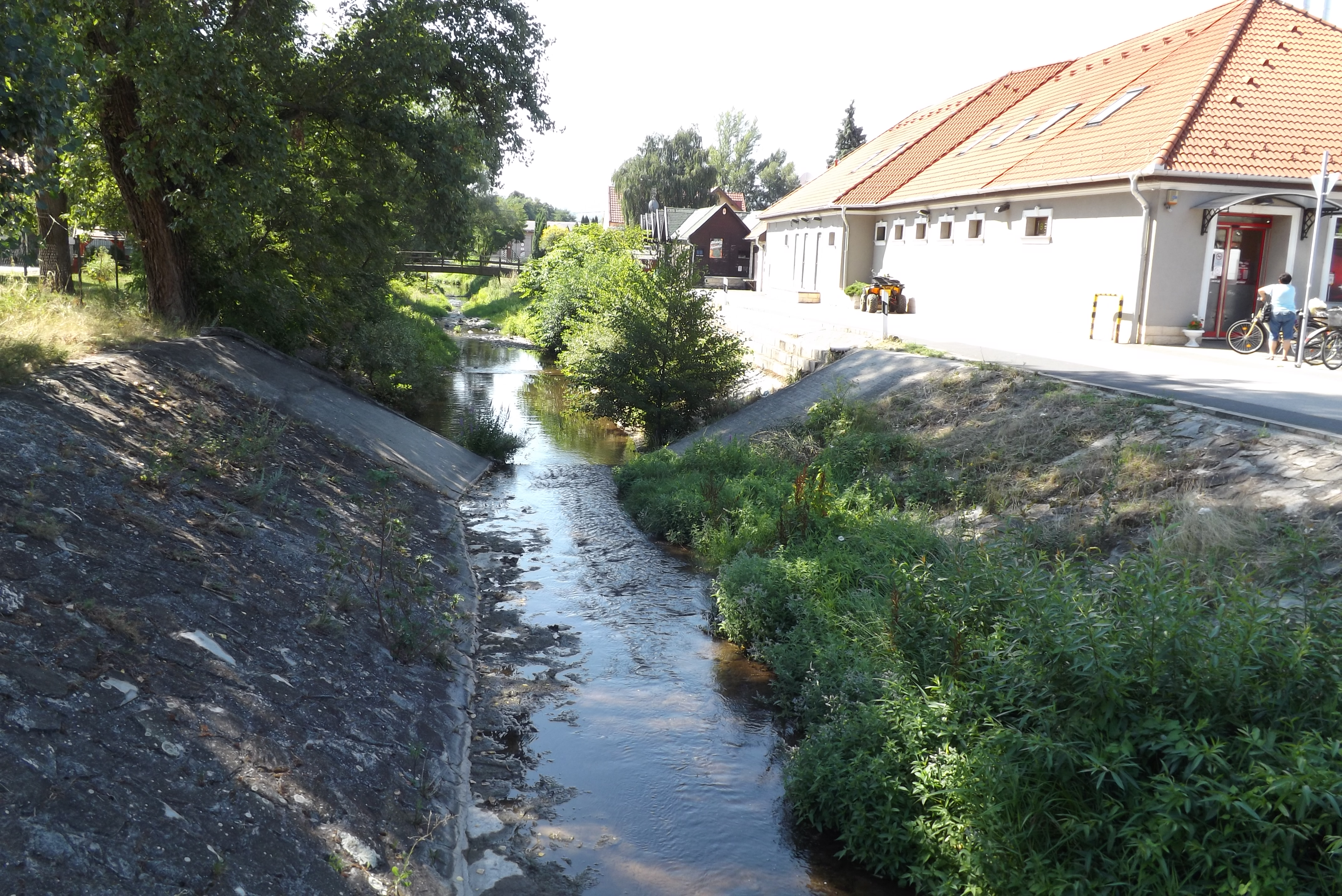
A Morgó-patak az élelmiszer bolttal